# The Mayor
The Mayor («El Alcalde» en español) es una serie de televisión estadounidense en formato sitcom, creada por Jeremy Bronson. Se produjo un episodio piloto, el cual ABC ordenó para convertirse en serie el 11 de mayo de 2017. La serie se estrenó el 3 de octubre de 2017. Fue cancelada el 4 de enero de 2018.

## Sinopsis
Un artista del hip-hop que está pasando por un momento difícil, se presenta como candidato a alcalde de su ciudad con el único objetivo de promover su nuevo álbum discográfico. Los problemas reales comienzan cuando, inesperadamente, gana las elecciones.

## Elenco y personajes

### Principales
- Brandon Micheal Hall como Courtney Rose.
- Lea Michele como Valentina Barella.
- Bernard David Jones como Jermaine Leforge.
- Marcel Spears como T.K. Clifton
- Yvette Nicole Brown como Dina Rose.

### Recurrentes
- Daveed Diggs como Mac Etcetra.[3]
- David Spade como Ed Gunt.
- Jillian Armenante como Kitty.
- Larry Joe Campbell como Dick.
- Anabel Munoz como Gabby Montoya.
- Arsenio Hall  como Reverendo Okoye.[4]

## Episodios
| Serie # | Temp. # | Título                                         | Estreno en Estados Unidos | Estreno en Latinoamérica | Estreno en España | Dirigido por     | Escrito por    | Código | Audiencia (Estados Unidos) |
| --- | ------- | ---------------------------------------------- | ------------------------- | ------------------------ | ----------------- | ---------------- | -------------- | ------ | -------------------------- |
| 1 | 1       | Pilot Piloto                                   | 3 de octubre de 2017      | -                        | -                 | Daveed Diggs     | Jeremy Bronson | 101    | 4.08                       |
| El joven rapero Courtney Rose necesita un gran hit. Durante años, ha estado trabajando duro en su pequeño apartamento en el centro de la ciudad, haciendo música en el sucio clóset de su habitación. Cansado de esperar la oportunidad para ser exitoso, Courtney arma la estrategia de publicidad del siglo - presentarse como candidato para alcalde de su ciudad, Fort Grey, en California, para generar un zumbido en su carrera musical. Pero su gran plan sale mostruosamente al revés, con el más aterrador resultado: una victoria en las elecciones.        |         |                                                |                           |                          |                   |                  |                |        |                            |
| |         |                                                |                           |                          |                   |                  |                |        |                            |
| 2 | 2       | The Filibuster El Filibustero                  | 10 de octubre de 2017     | -                        | -                 | TBA              | TBA            | 103    | 3.44                       |
| Courtney hace su primera aparición públlica como alcalde en su antigua escuela primaria y descubre que su programa de música, que lo ayudó a cambiar su vida, corre peligro de ser eliminado. Val le enseña a Courtney la necesidad de "trabajar el sistema" para proporcionar fondos a la escuela, y trabajan juntos para burlar al concejal Ed Gunt. Mientras tanto, Jermaine ocupa con orgullo su nuevo puesto como jefa de comunicaciones, al tiempo que Dina hace que T.K. se dé cuenta del significado de su trabajo como director de servicios constituyentes. |         |                                                |                           |                          |                   |                  |                |        |                            |
| |         |                                                |                           |                          |                   |                  |                |        |                            |
| 3 | 3       | Buyer's Remorse El remordimiento del comprador | 17 de octubre de 2017     | -                        | -                 | John Fortenberry | Jeremy Bronson | 102    | 2.96                       |
| Mientras Courtney se afianza en su nuevo rol de alcalde, se enfrenta a una pésima aprobación mientras los habitantes de Fort Grey expresan su falta de confianza en su habilidad para liderar, al igual que aquellos en su propio equipo. Él se da cuenta de que necesita un enfoque poco convencional cuando se enfrenta al concejal Ed Gunt y se le ocurre un plan para rápidamente cambiar la opinión pública a su favor. |         |                                                |                           |                          |                   |                  |                |        |                            |
| |         |                                                |                           |                          |                   |                  |                |        |                            |
| 4 | 4       | City Hall-oween Ayuntamiento-ween              | 24 de octubre de 2017     | -                        | -                 | James Griffiths  | Regina Hicks   | 104    | 2.95                       |
| TBA |         |                                                |                           |                          |                   |                  |                |        |                            |
| |         |                                                |                           |                          |                   |                  |                |        |                            |
| 5 | 5       | The Strike El Golpe                            | 31 de octubre de 2017     | -                        | -                 | Tina Mabry       | TBA            |        | 2.38                       |
| TBA |         |                                                |                           |                          |                   |                  |                |        |                            |
| |         |                                                |                           |                          |                   |                  |                |        |                            |

## Producción

### Desarrollo
The Mayor fue presentada a ABC en el verano norteamericano de 2016, y ha tejido algunas comparaciones con las Elecciones presidenciales de Estados Unidos de 2016 así como también con la Campaña y victoria presidencial de Donald Trump de 2016. El creador de la serie, Jeremy Bronson, dijo que la serie no está pensada para ser una parodia o sátira, pero ha admitido que el episodio piloto fue, en parte, inspirado por Trump.

### Casting
El 26 de enero de 2017, Brandon Micheal Hall fue confirmado para el papel de Courtney Rose. Lea Michele se sumó como Valentina Barella el 23 de febrero de 2017. El 16 de marzo de 2017, Yvette Nicole Brown fue anunciada como Dina Rose. Marcel Spears fue elegida para interpretar a T.K. Clifton el 16 de mayo de 2017. El 27 de julio de 2017, Bernard David Jones fue confirmado como Jermaine Leforge.

### Música
Además de ser el productor ejecutivo, Daveed Diggs escribió música original para la serie.